# تپه گپ گل مکان
تپه گپ گل مکان مربوط به دوران‌های تاریخی پس از اسلام است و در شهرستان مرودشت، بخش درودزن، روستای گل مکان واقع شده و این اثر در تاریخ ۲۲ مرداد ۱۳۸۴ با شمارهٔ ثبت ۱۳۳۴۷ به‌عنوان یکی از آثار ملی ایران به ثبت رسیده است.